# (1145) Robelmonte
(1145) Robelmonte – planetoida z pasa głównego asteroid okrążająca Słońce w ciągu 3 lat i 284 dni w średniej odległości 2,42 au. Została odkryta 3 lutego 1929 w Observatoire Royal de Belgique w Uccle przez Eugène’a Delporte. Nazwa planetoidy pochodzi od miejscowości Robelmont w Belgii, miejsca urodzenia astronoma Sylvaina Arenda. Nazwy planetoid (1145) Robelmonte oraz (1127) Mimi zostały zamienione przez pomyłkę. Przed nadaniem nazwy planetoida nosiła oznaczenie tymczasowe (1145) 1929 CC.